# Johann Heinrich Gossler
Johann Heinrich Gossler (nascido em 28 de março de 1775, morreu em 3 de abril de 1842) era um banqueiro de Hamburgo e grande burguês, membro da dinastia bancária Berenberg-Gossler-Seyler, co-proprietário (de 1798) da Berenberg Bank e senador de Hamburgo desde 1821. Ele era filho de Johann Hinrich Gossler e Elisabeth Berenberg (1749-1822) e cunhado de Ludwig Erdwin Seyler. Ele foi o pai do primeiro prefeito de Hamburgo, Hermann Gossler, e o avô do barão Johann von Berenberg-Gossler (1839–1913). Ele também foi o bisavô do primeiro prefeito Johann Heinrich Burchard.